# شهرستان لانو (تگزاس)
شهرستان لانو، تگزاس (به انگلیسی: Llano County, Texas) یک سکونتگاه مسکونی در ایالات متحده آمریکا است که در تگزاس واقع شده‌است.

## خصوصیات
شهرستان لانو ۲٬۵۰۱٫۹۴ کیلومترمربع مساحت دارد.